# Spaccaossa
Pour plus de détails, voir Fiche technique et Distribution.
Spaccaossa est un film italien réalisé par Vincenzo Pirrotta, sorti en 2022.

## Synopsis
Dans la banlieue de Palerme, des personnes se rendent dans un vieil entrepôt pour se faire volontairement briser des os. Cela leur permet de simuler des accidents.

## Fiche technique
- Titre : Spaccaossa
- Réalisation : Vincenzo Pirrotta
- Scénario : Vincenzo Pirrotta, Ignazio Rosato, Salvatore Ficarra et Valentino Picone
- Photographie : Daniele Ciprì
- Montage : Agathe Cauvin
- Production : Attilio De Razza et Nicola Picone
- Société de production : Tramp Ltd. et Rai Cinema
- Pays :  Italie
- Genre : Drame
- Durée : 105 minutes
- Dates de sortie : 
  -  Italie : 24 novembre 2022

## Distribution
- Vincenzo Pirrotta : Vincenzo
- Selene Caramazza : Luisa
- Aurora Quattrocchi : Giovanna
- Antonino Bruschetta : Francesco
- Giovanni Calcagno : Michele
- Simona Malato : Maria
- Luigi Lo Cascio : Machinetta
- Maziar Firouzi : Fasulina
- Filippo Luna : Mimmo
- Paride Cicirello : Azzusa
- Maurizio Bologna : l'infirmier Paolo
- Gabriele Cicirello : Biagio
- Claudio Collovà : Nino
- Rossella Leone : Patrizia

## Distinctions
Le film a été présenté en sélection officielle en compétition au festival Reims Polar 2023 et a été nommé au David di Donatello du meilleur réalisateur débutant.